# Президентські вибори в Білорусі 2025
Вибори президента Республіки Білорусь (біл. Выбары прэзідэнта Рэспублікі Беларусь 2025 года) відбулися 26 січня 2025 року. Це були 7-мі президентські вибори в історії країни. Де-факто переобрання та продовження своїх повноважень так званим президентом Лукашенко.
Крім Лукашенка, у бюлетенях було чотири кандидати. Троє з них представляли провладні партії. Четвертий кандидат, Ганна Канапацька, була єдиним формально незалежним кандидатом, але опозиційні діячі звинуватили її як маріонетку.
Після результатів екзит-полу, які засвідчили вирішальну перемогу Лукашенка, критики назвали вибори фальсифікацією.
Білоруська опозиція, яка не визнає вибори 2020 року, вимагала якнайшвидшого проведення нових виборів. Чинний президент Олександр Лукашенко, легітимність якого заперечується, у своїх публічних висловлюваннях неодноразово обіцяв дострокове переобрання глави держави, пов'язуючи це із ухваленням нової конституції. У березні 2021 року він заявив, що вибори відбудуться у 2022 році.

## Дата
Голову держави у Білорусі обирають на п'ятирічний термін. Попередні вибори відбулися в серпні 2020 року, а тому відповідно до конституції нове голосування має бути призначене найпізніше на 20 липня 2025 року. Проте вибори-2020 мали неоднозначний результат. Низка опозиційних кандидатів не була зареєстрована, і основна боротьба розгорнулася між чинним президентом Олександром Лукашенком, який активно використовував адміністративний ресурс, та Світланою Тихановською. Остання напередодні виборів уклала угоду з представниками знятих кандидатів про те, що одразу після свого обрання вона призначить нові вибори, які відбудуться у форматі чесної політичної конкуренції. Згідно з офіційними підсумками голосування, Тихановська набрала лише 10 % голосів, а Лукашенку — 80 %; Одночасно після оголошення результатів країни розгорнулися масштабні акції протесту, учасники яких заявляли про фальсифікаціях і вимагали або передачі влади Тихановської, або призначення нових виборів.
Вимога провести нові вибори була озвучена прем'єр-міністром Польщі Матеушем Моравецьким (14 серпня 2020 року), прем'єр-міністром Чехії Андреєм Бабішем. Офіційні представники багатьох держав заявили, що результати серпневого голосування не можуть бути визнані. Лукашенко, який спочатку відмовлявся піддаватися тиску («Поки ви мене не вб'єте, інших виборів не буде», — заявив він), 17 серпня таки сказав, що повторні вибори можуть бути проведені, але тільки після референдуму про зміну конституції.
19 серпня 2020 року глави країн-учасниць ЄС на спеціальному саміті вирішили не визнавати результатів виборів 9 серпня. 6 листопада Лукашенко заявив, що гарантує проведення виборів після ухвалення нової Конституції. У березні 2021 року стало відомо, що новий Основний закон буде ухвалено у січні-лютому 2022 року; відповідно вибори повинні пройти в першій половині 2022 (вперше ця дата була озвучена ще у вересні 2020).

## Виборча система
Згідно з Конституцією Республіки Білорусь, президент країни обирається строком на п'ять років і вступає на посаду після складання присяги (стаття 81 Конституції). Вибори президента призначаються Палатою представників Національних зборів Республіки Білорусь не пізніше ніж за п'ять місяців і проводяться в неділю не пізніше ніж за два місяці до закінчення терміну повноважень чинного Президента (стаття 81). Президентом може бути обраний громадянин Республіки Білорусь за народженням, не молодше 35 років, який має виборче право і постійно проживає в країні не менше десяти років безпосередньо перед виборами (стаття 80). Кандидатом у президенти не може стати громадянин, який має судимість.
Голосувати під час виборів президента мають право всі громадяни країни, які досягли 18-річного віку.

## Можливі кандидати
Питання щодо участі у наступних виборах Олександра Лукашенка залишається дискусійним. Ще в серпні 2020 року в ЗМІ з'явилася непідтверджена інформація про те, що під час таємних переговорів з президентом Росії Володимиром Путіним Лукашенко не лише погодився на нові вибори, але ще й пообіцяв, що не виставлятиме на них свою кандидатуру: передбачалося, що він стане секретарем Держради Союзної держави. Участь Лукашенка у виборах може нести серйозну загрозу режиму, який він уособлює; при цьому політик може набути статусу «довічного першого президента».
Голова Народного антикризового управління Павло Латушко в інтерв'ю, яке він дав 9 лютого 2021 блогеру Степану Путило, був названий «наступним президентом Білорусі». Лукашенко пообіцяв, що у президенти не балотуватимуться його сини, а 19 березня 2021 року заявив, що у виборах братимуть участь колишній глава МВС Юрій Караєв та губернатор Гродненської області Володимир Каранік, які «будуть міцними кандидатами».

## Результати опитувань
Згідно з опитуванням, проведеним у січні 2021 року аналітиками британського Королівського інституту міжнародних відносин Chatham House, президентський рейтинг Олександра Лукашенка становив 27 %. В опозиціонера Віктора Бабарико 28 %, у Павла Латушка — 12 %. Опитувалися лише жителі міст, але автори дослідження зазначають, що на селі настрої приблизно такі самі, як у містах. Таким чином, Лукашенко має певну підтримку, але це переважно вікові та політично інертні виборці. На думку оглядача «Форбс», «будь-які вибори можуть стати для Лукашенка фатальними»: якщо він обере собі по-справжньому перспективного наступника, той від нього відвернеться, а якщо піде сам, збільшить таким чином шанси опозиції на перемогу.